# The Secret Circle
The Secret Circle ist eine US-amerikanische Mystery-Fantasy-Serie von Kevin Williamson. Sie wurde von 2011 bis 2012 von CBS Television Studios und Warner Bros. Television in Zusammenarbeit mit Alloy Entertainment produziert. Die Serie basiert auf der gleichnamigen Buchserie von L. J. Smith. Als Executive Producer fungieren Kevin Williamson, Andrew Miller, Elizabeth Craft und Gina Girolamo, während Jae Marchant als Produzent beteiligt ist. Die Serie startete am 15. September 2011 auf dem Fernsehsender The CW. Eine Fortsetzung wurde 2012 auf Grund mangelnder Einschaltquoten und überhöhter Kosten letztendlich abgelehnt.

## Handlung
Cassie Blake ist ein ganz normaler Teenager aus Kalifornien, bis bei einem scheinbar tragischen Feuerunglück ihre Mutter Emilia stirbt. Sie muss daraufhin zu ihrer Großmutter Jane in die beschauliche Kleinstadt Chance Harbor im US-Bundesstaat Washington ziehen. Es ist genau die Stadt, die ihre Mutter einst vor Jahren verlassen hat. In ihrer neuen Highschool findet sie schnell neue Freunde. Als plötzlich angsteinflößende und merkwürdige Dinge in der Stadt geschehen, erfährt sie von ihren Freunden ein Geheimnis: Sie alle sind Nachfahren mächtiger Hexen und haben auf Cassie gewartet, damit der Hexenzirkel ihrer Generation komplett ist.
Zunächst weigert sie sich daran zu glauben, bis Adam ihr zeigt, wie sie ihre Kräfte einsetzen kann. Dann findet Cassie im alten Kinderzimmer ihrer Mutter eine Nachricht von ihr in einem alten Buch mit Zaubersprüchen und sie beginnt langsam der Magie Glauben zu schenken. Doch vor 16 Jahren ist ein schrecklicher Unfall geschehen, wobei Cassies Vater, Adams Mutter, Dianas Mutter, Fayes Vater, Melissas Mutter und beide Elternteile von Nick gestorben sind. Die sechs Jugendlichen wollen nun herausfinden, was damals wirklich geschehen ist, denn sie wissen, dass es sich um keinen Unfall handelt.

## Figuren

### Hauptfiguren
Cassie BlakeSie lebte gemeinsam mit ihrer Mutter Amelia in Kalifornien. Als ihre Mutter jedoch bei einem scheinbar tragischen Feuerunglück stirbt, zieht sie zu ihrer liebenswerten Großmutter Jane ins düstere Chance Harbor, Washington. Dort freundet sie sich schnell mit Diana und ihrem attraktiven Freund Adam an. Zu Adam fühlt sich Cassie gleich sehr hingezogen und er zeigt ihr, welche Kräfte in ihr schlummern. Zuerst kämpft sie gegen ihre neu entdeckten Fähigkeiten an, aber als sie Recherchen über ihre Familie anstellt, findet sie heraus, dass ihre Vorfahren alle Hexen waren. So entschließt sie sich, doch dem Hexenzirkel beizutreten. Durch Jake (für den sie auch Gefühle entwickelt hat) erfährt sie dann, dass ihr Vater John Blackwell war. Dieser hat dunkle Magie in sich getragen, welche er an Cassie weiter vererbt hat. Schließlich kommt sie mit Adam zusammen, erfährt dann aber von ihrem Vater, dass zwar Cassie und Adam in den Sternen geschrieben sei, jedoch ein Fluch über der Liebe läge. Sie nehmen einen Zaubertrank, der sie ihre Gefühle für den anderen vergessen lässt. Dieser wirkt jedoch nur bei Adam.
Adam ConantEr ist neben seiner festen Freundin Diana, das älteste Mitglied des Hexenzirkels seiner Generation. Mit dem Beitritt von Cassie, zu der er sich sehr hingezogen fühlt, wäre die Gruppe junger Hexen komplett. Aber da sich Cassie sträubt, zeigt ihr Adam, über welche Kräfte sie in Wahrheit verfügt. Die Verbundenheit zu Cassie wird Adams Beziehung zu Diana auf eine harte Probe stellen. Diese Verbundenheit wird von seinem Vater dadurch erklärt, dass es in den Sternen liegt, das die Familien Blake und Conant füreinander bestimmt sind. Diana trennt sich aus diesem Grund von ihm. Später kommt er mit Cassie zusammen. Aufgrund des Fluches trinken die beiden einen Zaubertrank, der sie ihre Gefühle füreinander vergessen lassen soll.
Diana MeadeSie ist die Freundin von Adam. Beide sind die ältesten Mitglieder des Hexenzirkels. Schnell schließt Diana Freundschaft mit Cassie, die neu in die Stadt gezogen ist. Doch Diana merkt, dass Cassie und Adam sich mehr als nur gut verstehen. Nachdem Ethan (der Vater von Adam) ihr erzählt hat, dass Cassie und Adam füreinander bestimmt seien, trennt sie sich von ihm. Außerdem erfährt sie, dass ihr echter Vater John Blackwell ist und Cassie somit ihre Halbschwester. Also hat auch Diana dunkle Magie in sich. Dann lässt sie sich auf den gutaussehenden Nicht-Hexer Grant ein, in den sie sich verliebt. Später stellt sich heraus, dass sie und Cassie Halbschwestern sind.
Faye ChamberlainSie ist die Tochter der High-School-Direktorin Dawn und das beliebteste und intriganteste Mädchen an ihrer Schule. Ihre Freundin und Handlangerin Melissa unterstützt ihre Machtspielchen und Intrigen. Ihr Vater ist durch einen von seinem Zirkel verschuldeten Unfall gestorben. Faye ist machtbesessen und unkontrollierbar, weshalb sie anfangs nicht möchte, dass der Zirkel geschlossen wird. Als sie jedoch beinahe Sally umbringt, willigt sie ein. Nachdem sie es hasst, alleine keine Fähigkeiten ausüben zu können, besucht sie den Voodoo-Priester Lee. Es entwickeln sich Gefühle zwischen den beiden und sie kommen zusammen.
Melissa GlaserSie ist die beste Freundin von Faye und ihr treu ergeben. Außerdem unterstützt sie Faye bei allem, was sie tut. Sie merkt jedoch, dass sie nicht ewig in ihrem Schatten stehen möchte und ihre eigene Meinung vertreten will, dabei entwickelt sie starke Gefühle für Nick, weshalb sie nach seinem Tod sehr getroffen ist und sich von Faye abwendet. Sie beginnt durch Callum die Droge Devil Spirit zu nehmen.
Charles MeadeEr ist der Vater von Diana und der Mörder von Emilia. Er und Dawn haben ein besonderes Interesse an Cassie.
Dawn ChamberlainDawn verdient ihren Lebensunterhalt als Direktorin der High School. Sie ist die Mutter von Faye. Früher war sie mit Cassies Mutter Emilia befreundet und in Cassies Vater verliebt. Außerdem ist sie über den Hexenzirkel informiert und hegt ein großes Interesse für Cassie.
Jane BlakeJane ist die liebenswerte und gutherzige Großmutter von Cassie, die ihre Enkelin nach dem tragischen Tod ihrer Tochter gerne bei sich aufnimmt. Sie arbeitet im örtlichen Krankenhaus als Krankenschwester. Nachdem ein Dämon Besitz von Melissa genommen hat, erzählt Cassie Jane von dem neuen Hexenzirkel. Seitdem hilft Jane dem Hexenzirkel und klärt sie über Gefahren auf. Als sie jedoch von Charles einen Teil ihres Gedächtnisses gelöscht bekommt, ist sie nicht mehr die Alte.
Nick ArmstrongEr hat beide Elternteile verloren, weshalb er bei seiner Tante im Haus neben Cassie wohnt. Er legt nicht sonderlich großen Wert auf soziale Kontakte und ist ein grüblerischer Einzelgänger. Dennoch gehört er dem Hexenzirkel der Stadt an und entwickelt starke Gefühle für Melissa. Nachdem ein Dämon Besitz von ihm ergriffen hat, wird er von Charles ertränkt, da man einen Dämon nur durch Ertränken oder Verbrennen töten kann.
Jake ArmstrongEr ist der ältere Bruder von Nick, der nach Nicks Tod wieder nach Chance Harbor zieht. Er ist ebenfalls eine Hexe, und da Nick dem Hexenzirkel angehörte und somit seine gesamte Blutlinie, ist er nun auch Teil des Hexenzirkels. Er ist ein kantiger und charmanter Typ, der früher eine Affäre mit Faye hatte, in welche diese mehr hineininterpretierte. Er ist ein Hexenjäger, der den Auftrag hat, alle Hexen in Chance Harbor zu töten. Er zeigt anfangs Interesse an Cassie, sehr zum Missfallen Fayes und Adams. Als er jedoch wirkliche Gefühle für Cassie hat, warnt er sie vor seinen Komplizen und ihm.

### Nebenfiguren
Ethan ConantEthan ist der alkoholsüchtige Vater von Adam. Er behauptet, dass es in den Sternen liegt, dass sich Adam und Cassie sowie damals er und Amelia so verbunden fühlen.
Henry ChamberlainDer Schwiegervater von Dawn und der Großvater von Faye. Er wird durch einen Kristall von Dawn getötet.
IsaacEr ist der Anführer der Hexenjäger, der das Ziel hat, die Mitglieder des Hexenzirkels zu töten.
Lee LeBequeLee ist ein Voodoo-Priester, der Faye dabei hilft ihre Kräfte alleine zu benutzen. Er verliebt sich in sie und sie beginnen eine Art Beziehung. Nachdem er mit Hilfe von Fayes Kräften Eva zurückgebracht hat, erkennt diese seine Liebe zu Faye und tötet ihn.
CallumCallum praktiziert ebenfalls wie Lee Voodoo. Er dealt mit der Droge Devil Spirit, welche er auch an Melissa verkauft und beginnt sich für sie zu interessieren.
EbenEin Hexenjäger der früher versucht hat den vorherigen Zirkel von Chance Harbor zu vernichten. Heute versucht er, mit Hilfe von Dämonen, das Gleiche.
John BlackwellDer Vater von Cassie und (wie sich herausstellte) auch von Diana. Er stammt von der Balcoin-Familie ab und hat somit schwarze Magie in sich, die er an seine Töchter vererbt hat.
EvaNachdem sie eine Überdosis Devil Spirit genommen hatte, lag sie im Koma. Durch Lees Hilfe erwacht sie wieder. Sie erkennt schnell, dass er nicht mehr sie, sondern Faye liebt, weshalb sie ihn mithilfe ihrer erlangten Kräfte umbringt.
GrantEr beginnt sich für Diana zu interessieren und entwickelt Gefühle für sie.

## Produktion
Im Oktober 2010 kündigte The CW offiziell an, dass eine Adaption der Buchreihe Der magische Zirkel von L. J. Smith in der Entwicklung sei. Als Executive Producer wurden Sarah Fain, Elizabeth Craft und Andrew Miller vorgestellt. Fain und Craft arbeiteten beide bereits in Angel – Jäger der Finsternis und Dollhouse zusammen. Miller schrieb das Drehbuch, während Liz Friedlander Regie führte. Kurz nachdem Kevin Williamson, Produzent und Mitentwickler von Vampire Diaries, Anfang Februar als weiterer Executive Producer zur Serie gestoßen ist, gab The CW eine Pilotfolge in Auftrag. Nachdem L. J. Smith bekannt gegeben hat, dass das Script zur ersten Folge komplett sei, begannen die Dreharbeiten dazu am 24. März 2011 in Vancouver.
Am 17. Mai 2011 bestellte The CW The Secret Circle als Serie und orderte vorerst 13 Episoden. Die Dreharbeiten zu den restlichen zwölf Episoden haben am 19. Juli 2011 in North Vancouver in der kanadischen Provinz British Columbia begonnen und dauerten bis Dezember 2011. Mitte Oktober 2011 bestellte The CW neun weitere Episoden, sodass die erste Staffel auf insgesamt 22 Episoden kommt.
Aufgrund der nicht überzeugenden Einschaltquoten gab der Sender im Mai 2012 die Absetzung der Serie bekannt.

### Castings
Als erstes wurde die aus Life Unexpected bekannte Schauspielerin Britt Robertson gecastet. Anfang März 2011 erhielt Thomas Dekker die männliche Hauptrolle. Im weiteren Verlauf des Monats wurden noch Phoebe Tonkin, Jessica Parker Kennedy, Shelley Hennig, Natasha Henstridge, Louis Hunter, sowie Gale Harold angeworben.
Als Nebendarsteller wurden unter anderem Ashley Crow als Jane Blake, Cassies Großmutter, Logan Browning als Sally Matthews, und Chris Zylka als Jake Armstrong verpflichtet. Anfang Dezember wurde Chris Zylkas Charakter zum Hauptdarsteller befördert.

## Besetzung

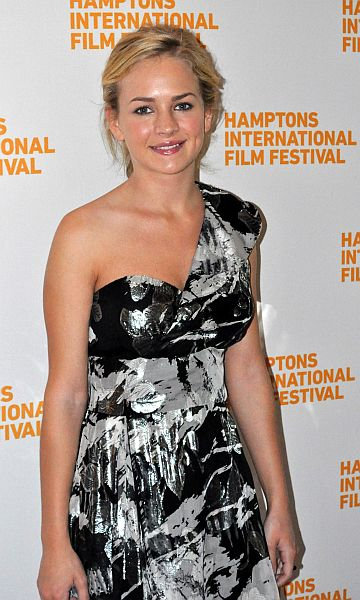
Britt Robertson
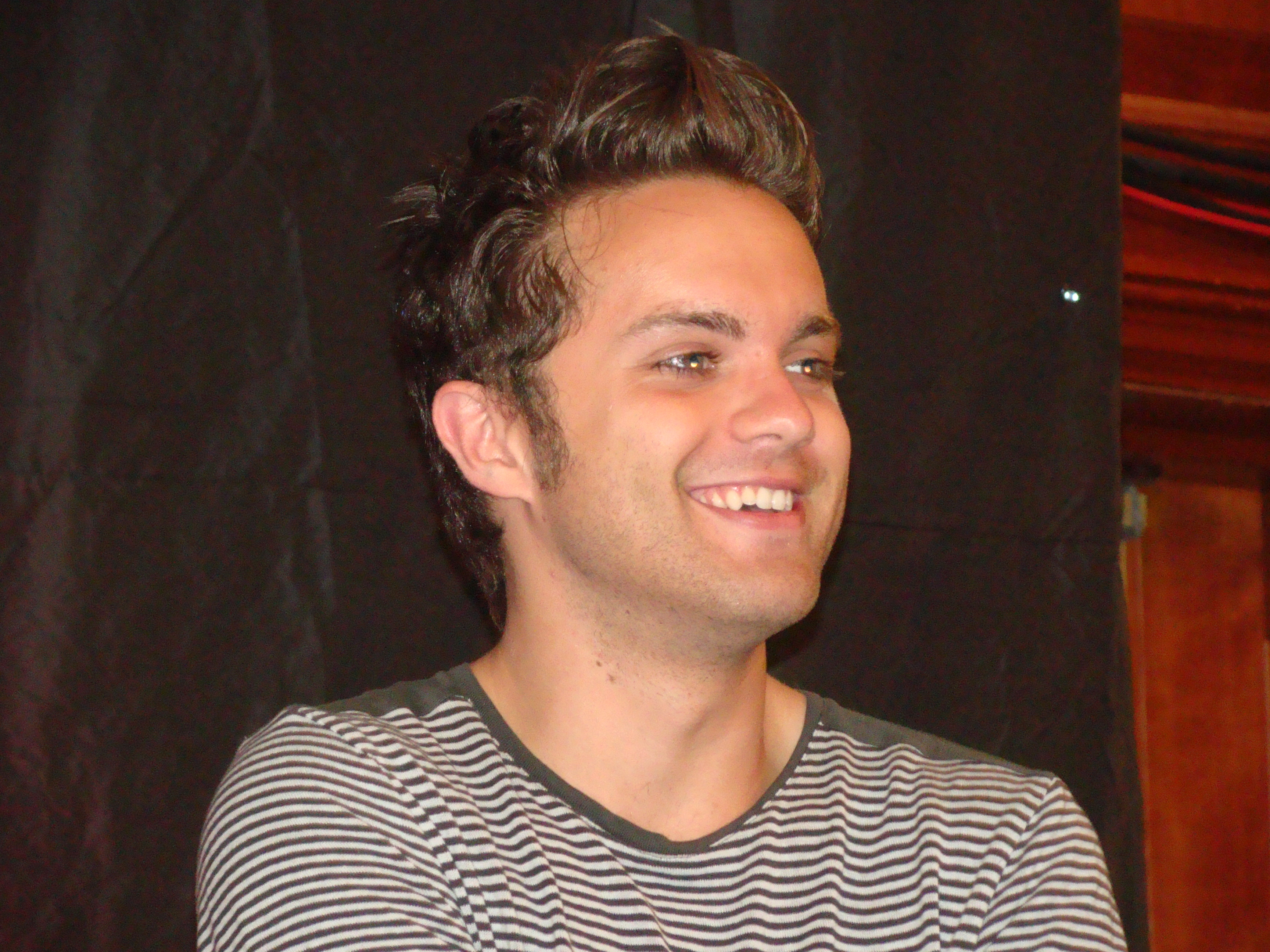
Thomas Dekker
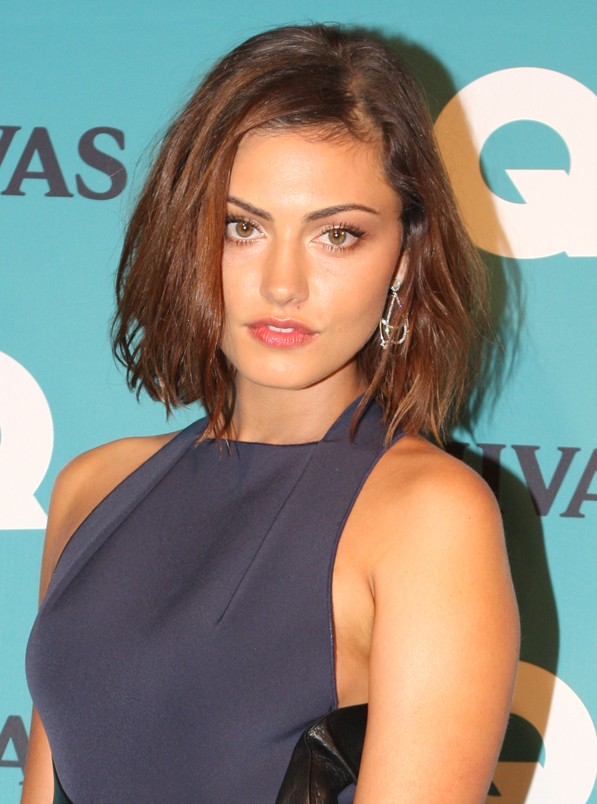
Phoebe Tonkin
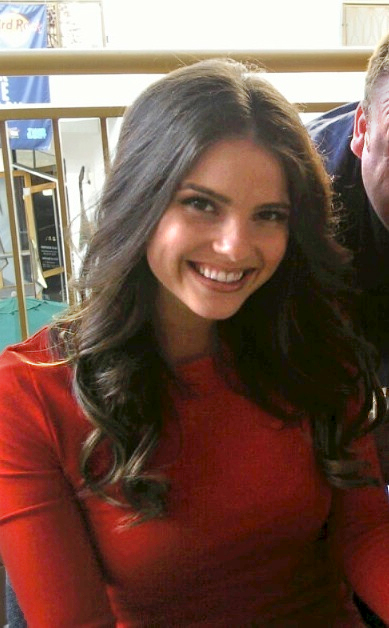
Shelley Hennig
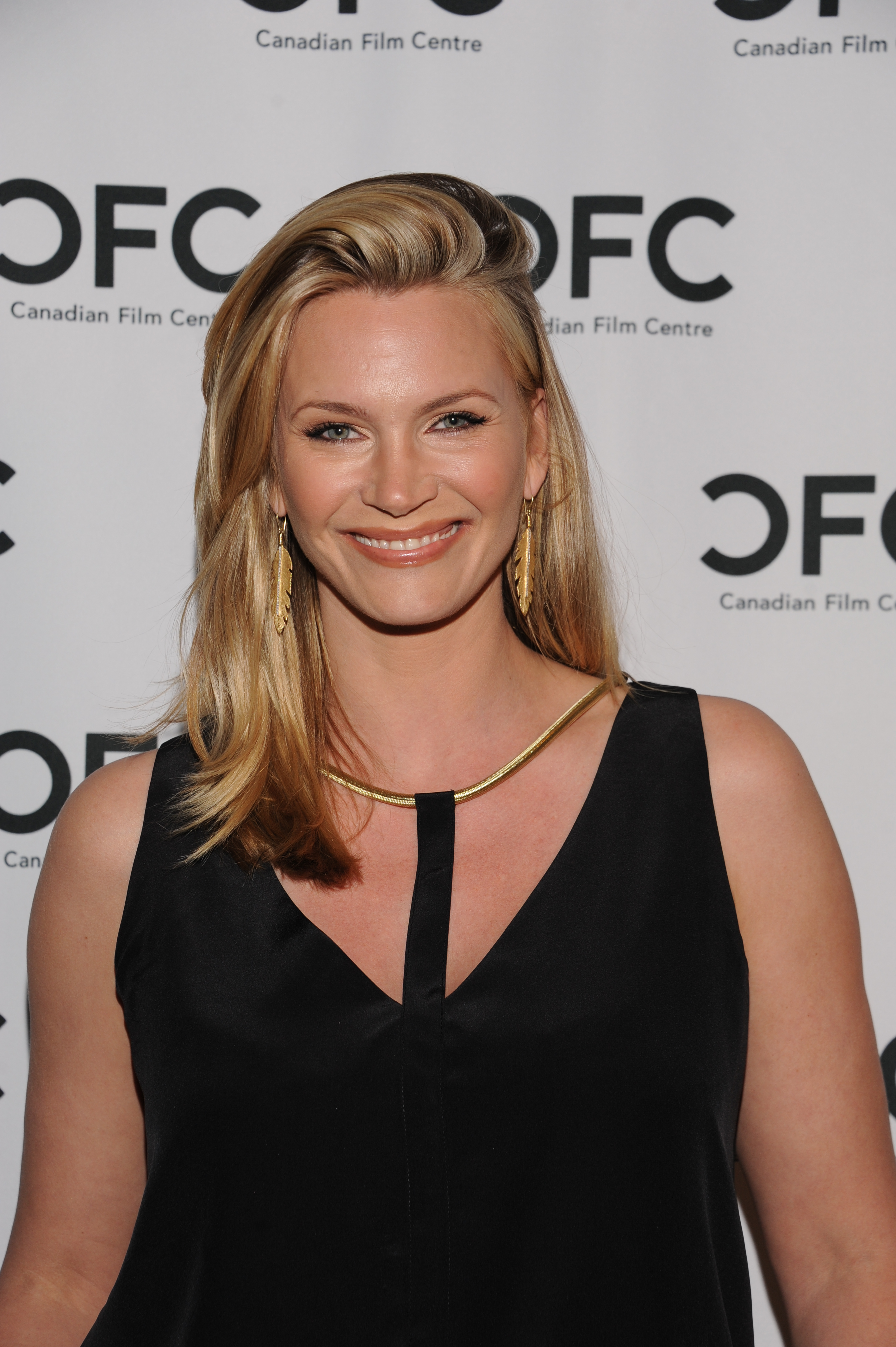
Natasha Henstridge
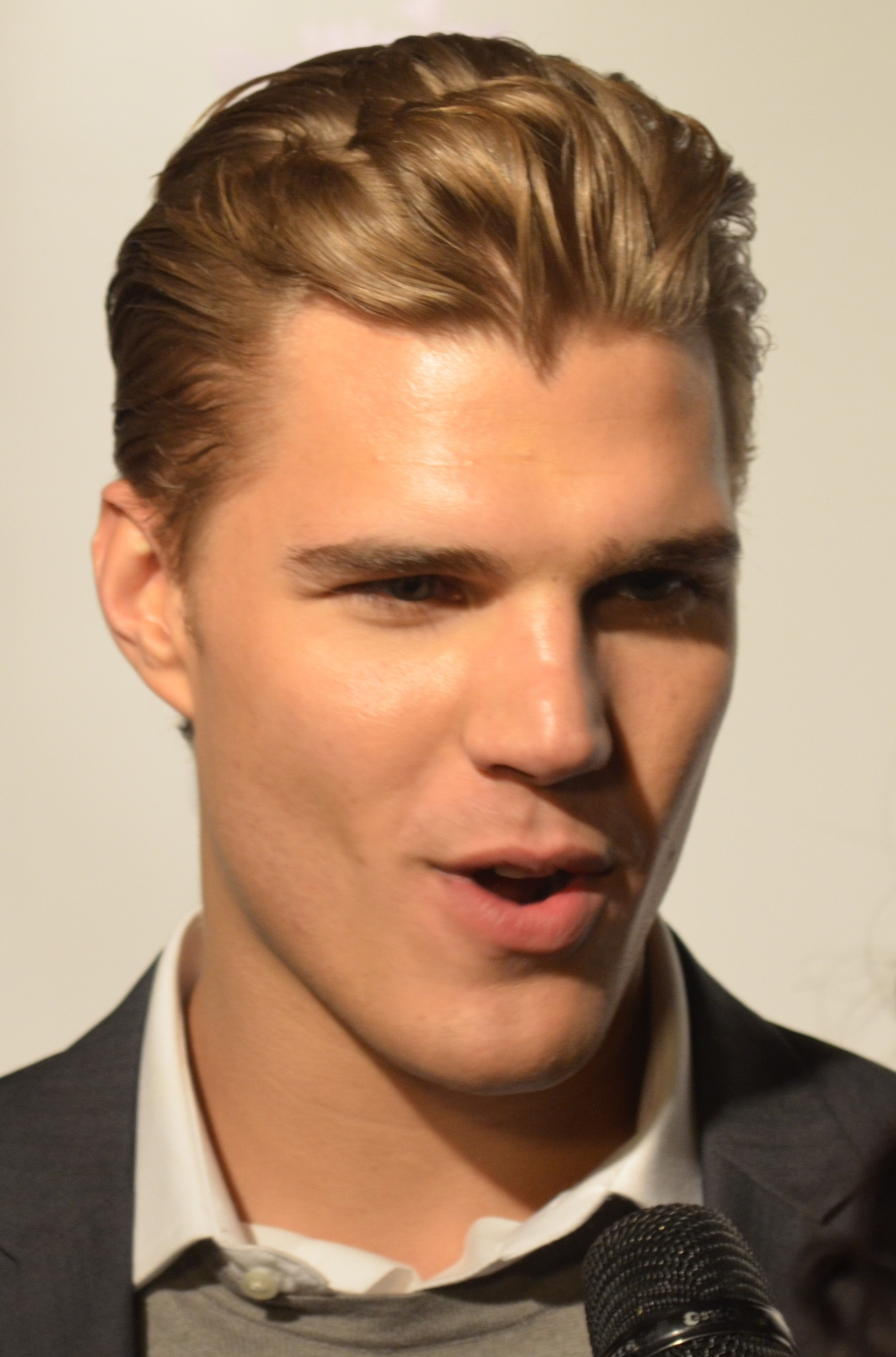
Chris Zylka

### Hauptbesetzung
| Rollenname       | Schauspieler           | Hauptrolle | Nebenrolle | Synchronsprecher   |
| ---------------- | ---------------------- | ---------- | ---------- | ------------------ |
| Cassie Blake     | Britt Robertson        | 1–22       |            | Yvonne Greitzke    |
| Adam Conant      | Thomas Dekker          | 1–22       |            | Wanja Gerick       |
| Faye Chamberlain | Phoebe Tonkin          | 1–22       |            | Julia Meynen       |
| Diana Meade      | Shelley Hennig         | 1–22       |            | Josephine Schmidt  |
| Melissa Glaser   | Jessica Parker Kennedy | 1–22       |            | Lydia Morgenstern  |
| Charles Meade    | Gale Harold            | 1–22       |            | Karlo Hackenberger |
| Dawn Chamberlain | Natasha Henstridge     | 1–22       |            | Andrea Aust        |
| Jane Blake       | Ashley Crow            | 1–9        | 17, 19     | Katharina Koschny  |
| Nick Armstrong   | Louis Hunter           | 1–5        | 20–21      | Nico Sablik        |
| Jake Armstrong   | Chris Zylka            | 14–22      | 6–13       | Ricardo Richter    |

### Nebenbesetzung
| Rolle             | Schauspieler      | Nebenrolle (Episoden) | Synchronsprecher  |
| ----------------- | ----------------- | --------------------- | ----------------- |
| Ethan Conant      | Adam Harrington   | 1–16                  | Jaron Löwenberg   |
| Henry Chamberlain | Tom Butler        | 2, 7–8                | Frank-Otto Schenk |
| Sally Matthews    | Logan Browning    | 2–3                   | Millie Forsberg   |
| Luke              | Zachary Abel      | 3, 7                  | Carsten Otto      |
| Isaac             | JR Bourne         | 6–9, 14               | Thomas Schmuckert |
| Lee LeBeque       | Grey Damon        | 10–16                 | Julien Haggège    |
| Kate Meade        | Stepfanie Kramer  | 10, 22                | Rita Engelmann    |
| Callum            | Michael Graziadei | 12–19                 | Sebastian Schulz  |
| Eben              | Sammi Rotibi      | 12–22                 | Matti Klemm       |
| John Blackwell    | Joe Lando         | 15–22                 | Thomas Nero Wolff |
| Eva               | Alexia Fast       | 15–17                 | Julia Stoepel     |
| Grant             | Tim Phillipps     | 16–22                 | Florian Hoffmann  |

## Ausstrahlung
Vereinigte Staaten
In den Vereinigten Staaten wurde The Secret Circle zwischen dem 15. September 2011 und dem 10. Mai 2012 beim Sender The CW gezeigt. Die Ausstrahlung erfolgte im Tandem mit der Serie The Vampire Diaries – beide Serien basieren auf Buchvorlagen derselben Autorin und wurden von Kevin Williamson als ausführendem Produzenten geleitet.
Deutschland
Für Deutschland hat sich die RTL Group die Ausstrahlungsrechte gesichert und strahlt die Serie seit dem 12. Februar 2014 auf ihrem Free-TV-Sender Super RTL in Doppelfolgen aus.

## Episodenliste
| Nr. | Deutscher Titel                   | Originaltitel | Erstausstrahlung USA | Deutschsprachige Erstausstrahlung (D) | Regie           | Drehbuch                         | Zuschauer (USA) |
| --- | --------------------------------- | ------------- | -------------------- | ------------------------------------- | --------------- | -------------------------------- | --------------- |
| 1 | Die neuen Hexen von Chance Harbor | Pilot         | 15. Sep. 2011        | 12. Feb. 2014                         | Liz Friedlander | Andrew Miller                    | 3,05 Mio.       |
| Nachdem Cassies Mutter bei einem Feuer ums Leben kommt, zieht sie zu ihrer Großmutter nach Chance Harbor, wo schon ihre Mutter vor Jahren gelebt hatte. An ihrem ersten Schultag lernt sie Diana kennen, welche sie auch gleich einlädt später zum Bootshaus zukommen. Dort angekommen trifft sie jedoch auf Faye und deren beste Freundin Melissa, woraufhin sie wieder geht. Nachdem sie in ihr Auto gestiegen ist, fängt diese auf ein Mal Feuer und die Tür geht nicht mehr auf. Dianas Freund Adam, zu dem Cassie eine starke Bindung verspürt, rettet sie dann und fährt sie nach Hause. Am nächsten Tag möchte Cassie ihre Großmutter von den merkwürdigen Vorkommnissen von gestern erzählen, doch Diana fängt sie ab und bringt sie in ein verlassenes Haus im Wald. Dort findet sie neben Faye, Melissa und Adam auch ihren Nachbarn Nick vor, welche ihr dann zusammen von ihrem Geheimnis erzählen. Sie sind alle Nachfahren von Hexen und mit der Ankunft von Cassie hat sich ihr Zirkel vervollständigt. Aber Cassie glaubt ihnen kein Wort und verschwindet. Adam folgt ihr und zeigt ihr welche Macht sie alle haben, indem er das Wasser in der Umgebung zum Schweben bringt. Dabei kommt es zwischen ihnen fast zu einem Kuss. Faye probiert unterdessen ihre neuen Kräfte aus und überschätzt sich dabei, sodass Cassie den Sturm den Faye heraufbeschworen hatte wieder beruhigen muss. Derweilen haben Fayes Mutter und Dianas Vater ganz andere Pläne mit Cassie und dem Zirkel. |                                   |               |                      |                                       |                 |                                  |                 |
| 2 | Bindung                           | Bound         | 22. Sep. 2011        | 12. Feb. 2014                         | Liz Friedlander | Kevin Williamson & Andrew Miller | 2,12 Mio.       |
| Cassie will nichts mit dem Hexenzirkel zu tun haben und lieber ein normales Leben in Chance Harbor führen, daher freundet sie sich mit Sally Matthews an. Unterdessen ist Faye Großvater Henry unerwartet zu Besuch gekommen. Ethan hat ihn in die Stadt geholt, um ihm davon zu erzählen, dass Charles Magie angewandt und ihn so bedroht hat, doch Henry zweifelt, denn allen Mitgliedern des Zirkels wurden damals nach dem Unfall die Kräfte genommen. Diana befürchtet derweil, dass die neu gefundene Macht des Zirkels außer Kontrolle geraten könnte, und drängt dazu, ihn zu schließen. Faye hört aber nicht drauf und erfreut sich an dem Wachstum ihrer Kräfte. Melissa fängt währenddessen mit Nick an zu flirten, obwohl Faye ihr geraten hat sich von ihm fernzuhalten. Inzwischen kämpfen Adam und Cassie gegen ihre Gefühle füreinander an. Auf dem Fest kommt es zum Streit zwischen Sally und Faye, woraufhin Faye sie ungewollt mit Hilfe ihrer Magie über das Geländer schubst und sie unten auf die Steine aufschlägt. Dawn eilt herbei und heilt Sally mit Hilfe ihrer Magie und dem Kristall, welchen sie zuvor von Charles bekommen hatte. Die Teenager kommen danach im Bootshaus zusammen und beschließen aufgrund der Vorkommnisse den Kreis zu schließen. Henry hat das Ereignis beobachtet und fordert von Dawn ihm dem Kristall auszuhändigen. Diese wendet den Kristall jedoch gegen ihn an und bewirkt so bei ihm einen Herzinfarkt und er bricht leblos zusammen.     |                                   |               |                      |                                       |                 |                                  |                 |
| 3 | Einzelgänger                      | Loner         | 29. Sep. 2011        | 19. Feb. 2014                         | Colin Bucksey   | Richard Hatem                    | 2,12 Mio.       |
| 4 | Heather                           | Heather       | 6. Okt. 2011         | 19. Feb. 2014                         | David Barrett   | David Ehrman                     | 1,96 Mio.       |
| 5 | Auf Teufel komm raus              | Slither       | 13. Okt. 2011        | 26. Feb. 2014                         | Liz Friedlander | Dana Baratta                     | 1,89 Mio.       |
| 6 | Jake                              | Wake          | 20. Okt. 2011        | 26. Feb. 2014                         | Guy Bee         | Andrea Newman                    | 2,12 Mio.       |
| 7 | Hexenjagd zu Halloween            | Masked        | 27. Okt. 2011        | 5. März 2014                          | Charles Beeson  | Michelle Lovretta                | 2,31 Mio.       |
| 8 | Fürchte das Haus am See           | Beneath       | 3. Nov. 2011         | 5. März 2014                          | John Fawcett    | Don Whitehead & Holly Henderson  | 2,26 Mio.       |
| 9 | Zweifel                           | Balcoin       | 10. Nov. 2011        | 12. März 2014                         | Brad Turner     | Andrew Miller & Andrea Newman    | 2,17 Mio.       |
| 10 | Finsternis                        | Darkness      | 5. Jan. 2012         | 12. März 2014                         | Chris Grismer   | David Ehrman                     | 2,05 Mio.       |
| 11 | Zügellose Magie                   | Fire/Ice      | 12. Jan. 2012        | 19. März 2014                         | Joshua Butler   | Holly Henderson & Don Whitehead  | 1,93 Mio.       |
| 12 | Blick in die Vergangenheit        | Witness       | 19. Jan. 2012        | 19. März 2014                         | Eagle Egilsson  | Dana Baratta                     | 1,63 Mio.       |
| 13 | Medaillon                         | Medallion     | 2. Feb. 2012         | 26. März 2014                         | Liz Friedlander | Andrew Miller & Andrea Newman    | 1,74 Mio.       |
| 14 | Cassie und der Geist              | Valentine     | 9. Feb. 2012         | 26. März 2014                         | Dave Barrett    | Roger Grant                      | 1,82 Mio.       |
| 15 | Rückkehrer                        | Return        | 16. Feb. 2012        | 2. Apr. 2014                          | Brad Turner     | David Ehrman                     | 1,71 Mio.       |
| 16 | Verräter?                         | Lucky         | 15. März 2012        | 2. Apr. 2014                          | Joshua Butler   | Katie Wech                       | 1,62 Mio.       |
| 17 | Fluch der Liebe                   | Curse         | 22. März 2012        | 9. Apr. 2014                          | John Fawcett    | Don Whitehead & Holly Henderson  | 1,72 Mio.       |
| 18 | Das Ungleichgewicht der Kräfte    | Sacrifice     | 29. März 2012        | 9. Apr. 2014                          | Nick Copus      | David Ehrman                     | 1,33 Mio.       |
| 19 | In jenen Tagen                    | Crystal       | 19. Apr. 2012        | 16. Apr. 2014                         | Omar Madha      | Micah Schraft                    | 1,14 Mio.       |
| 20 | Das Gesicht der Tücke             | Traitor       | 26. Apr. 2012        | 16. Apr. 2014                         | Eagle Egilsson  | Grant & Katie Wech               | 1,15 Mio.       |
| 21 | Der letzte Kristall               | Prom          | 3. Mai 2012          | 23. Apr. 2014                         | Alex Zakrzewski | Holly Henderson & Don Whitehead  | 1,23 Mio.       |
| 22 | Schwanengesang zum Aufbruch       | Family        | 10. Mai 2012         | 23. Apr. 2014                         | Dave Barrett    | Andrew Miller & Andrea Newman    | 1,28 Mio.       |